# Tokonoma

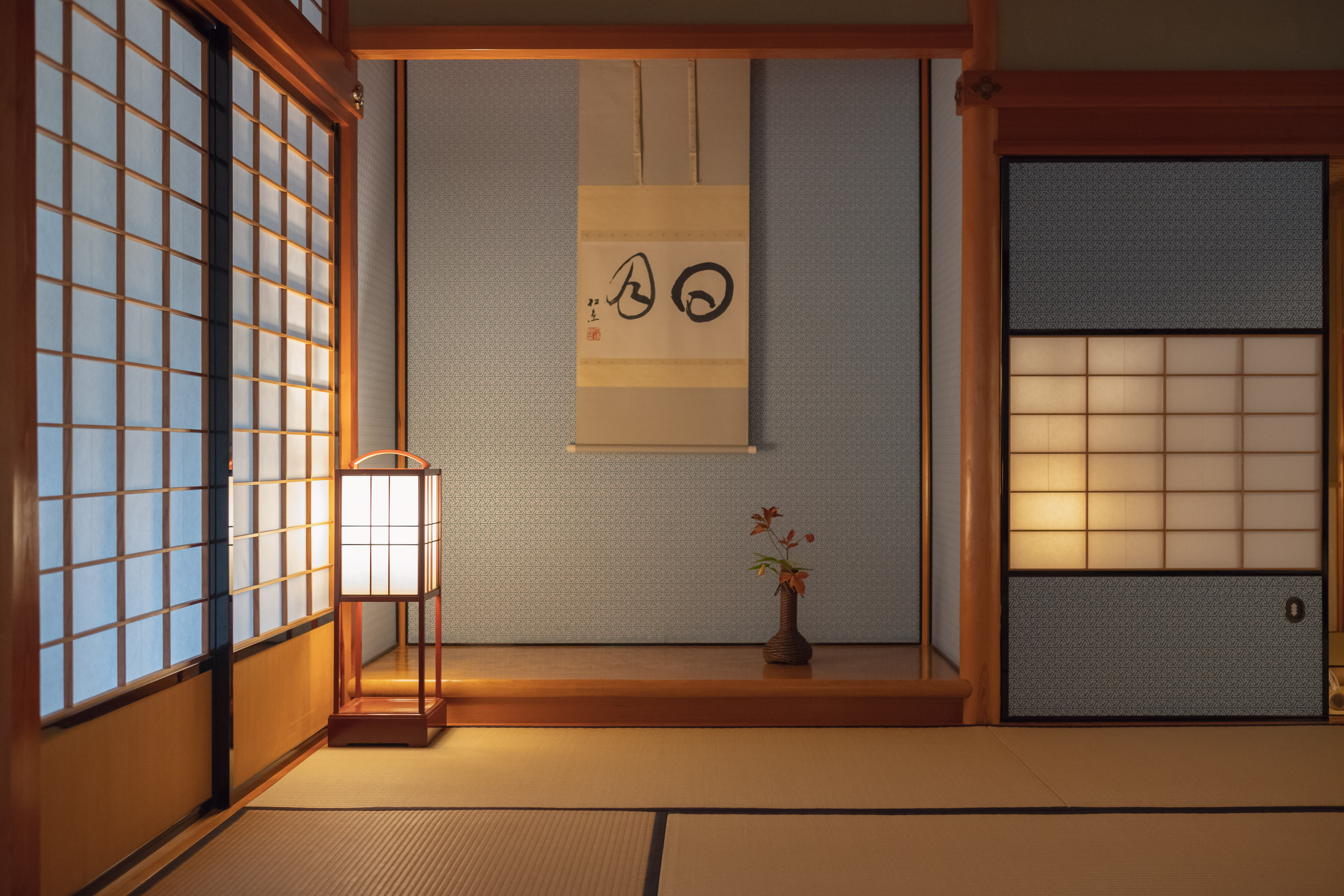
Tokonoma w pokoju ceremonii herbacianych, Shigure-tei, ogród Kenroku-en, Kanazawa

Tokonoma (jap. 床の間 toko-no-ma) – alkowa, wnęka o stopień wyższa od poziomu podłogi, służąca jako przestrzeń dekoracyjna w japońskim pokoju washitsu, którego podłoga jest pokryta tatami. 

## Opis
Tokonoma to miejsce, w którym zawieszony jest japoński zwój kakemono przedstawiający obraz i/lub kaligrafię, wystawiane są kwiaty w postaci ikebany, bonsai, sansui-keiseki, a także okimono, ceramika, inne przedmioty artystyczne i ozdobne zmieniane w zależności od pory roku i świąt.
Tradycja budowania pomieszczeń mieszkalnych z tokonomą sięga XVI wieku, czyli czasów, gdy krajem rządziła klasa wojowników. Samuraje wykorzystywali tokonomę do prezentacji dzieł sztuki, które zdobyli dzięki handlowi z Chinami. To był dowód ich pozycji społecznej. 
Powstał wówczas styl architektoniczny shoin-zukuri, a tokonoma była ważną jego częścią. Styl ten wykorzystywano m.in. w salach gościnnych świątyń zen i rezydencjach wojskowych, w okresach Azuchi-Momoyama (1568–1600) i Edo (1600–1868). Stanowi podstawę dzisiejszego japońskiego domu w tradycyjnym stylu. 
Styl shoin-zukuri stał się podstawą organizacji pomieszczeń w stylu japońskim, a po zakończeniu ery samurajów zdobył popularność wśród ogółu społeczeństwa. Jednak ta cecha japońskich domów staje się ostatnio rzadka, ponieważ pokoje w stylu zachodnim stają się coraz bardziej popularne. Innym powodem jest to, że warunki mieszkaniowe dzisiejszej Japonii pozostawiają bardzo mało miejsca na alkowę pełniącą wyłącznie funkcję dekoracyjną. Nadal jednak można znaleźć tokonomę w japońskich pensjonatach ryokan.

## Elementy składowe
- Toko-waki – alkowa, wnęka na zestaw przestawnych półek (chigai-dana)
- Toko-bashira – drewniany filar pomiędzy tokonomą a toko-waki
- Tokoji-ita – deska z litego drewna, pokrywająca podłogę tokonomy (czasem jest to tatami)
- Toko-gamachi – listwa przypodłogowa na froncie tokonomy
- Otoshi-gake – pozioma listwa przymocowana do sufitu ponad tokonomą[1][3]

## Galeria

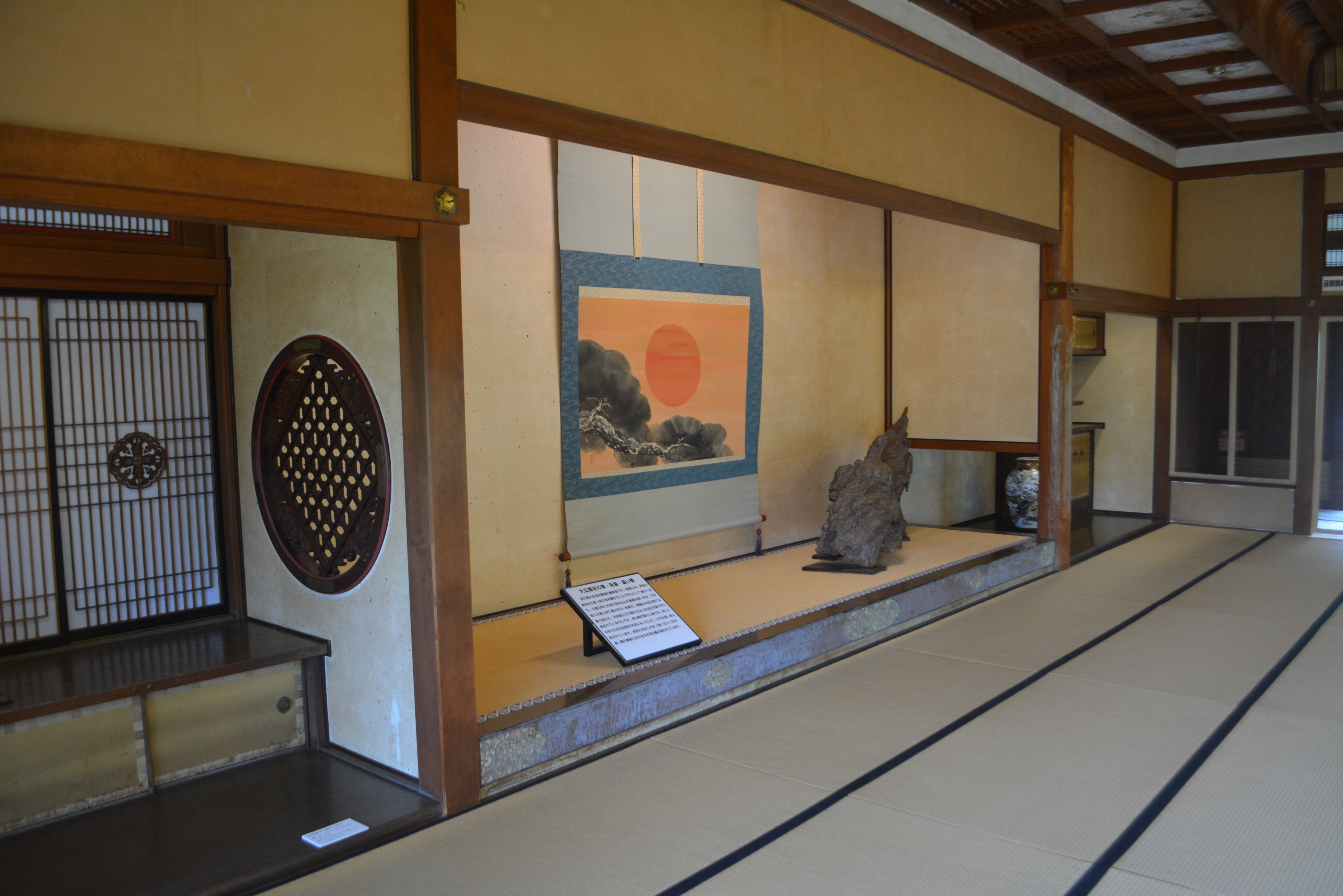
Tokonoma w Hinjitsu-kan, Ise
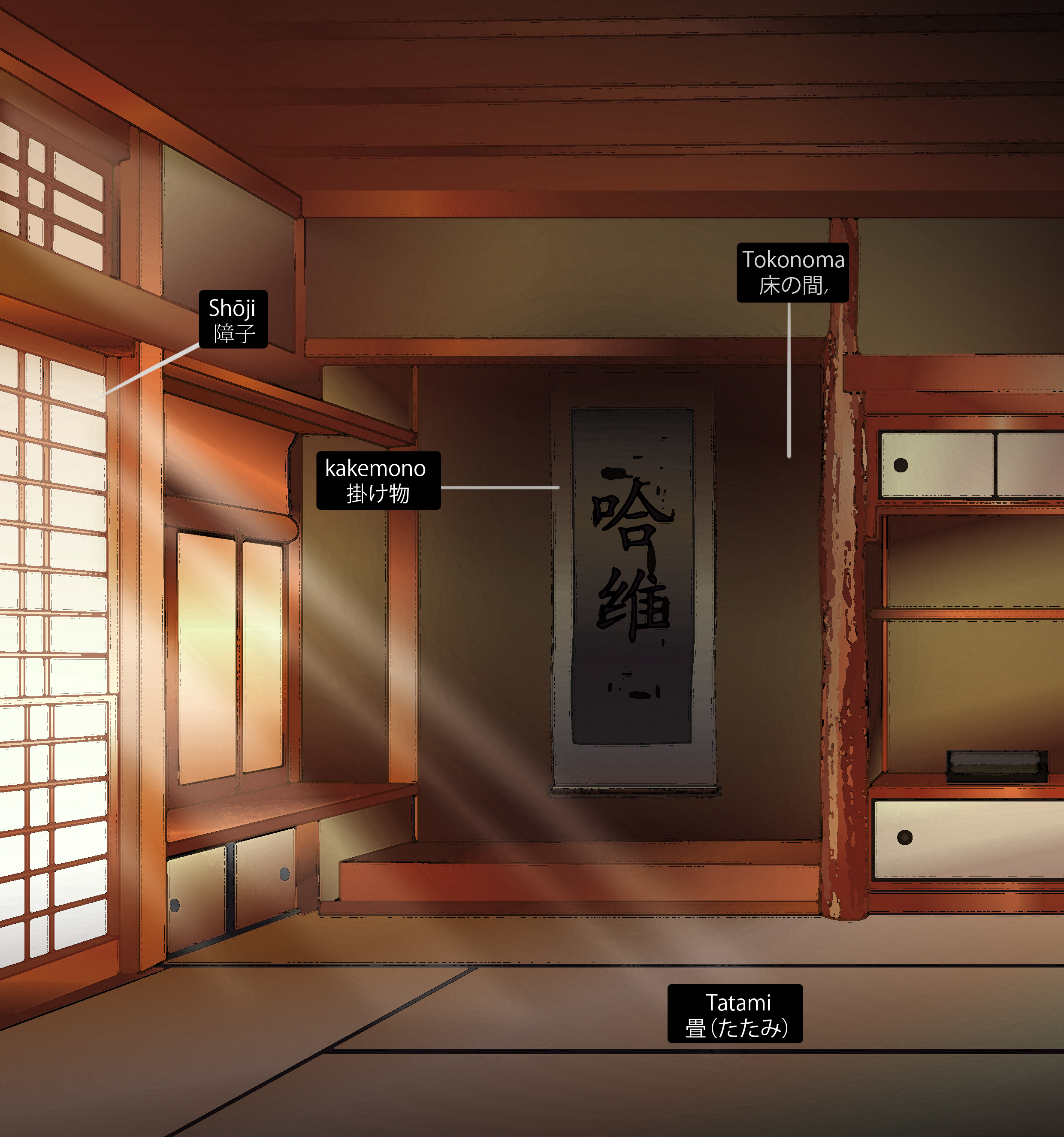
Tokonoma
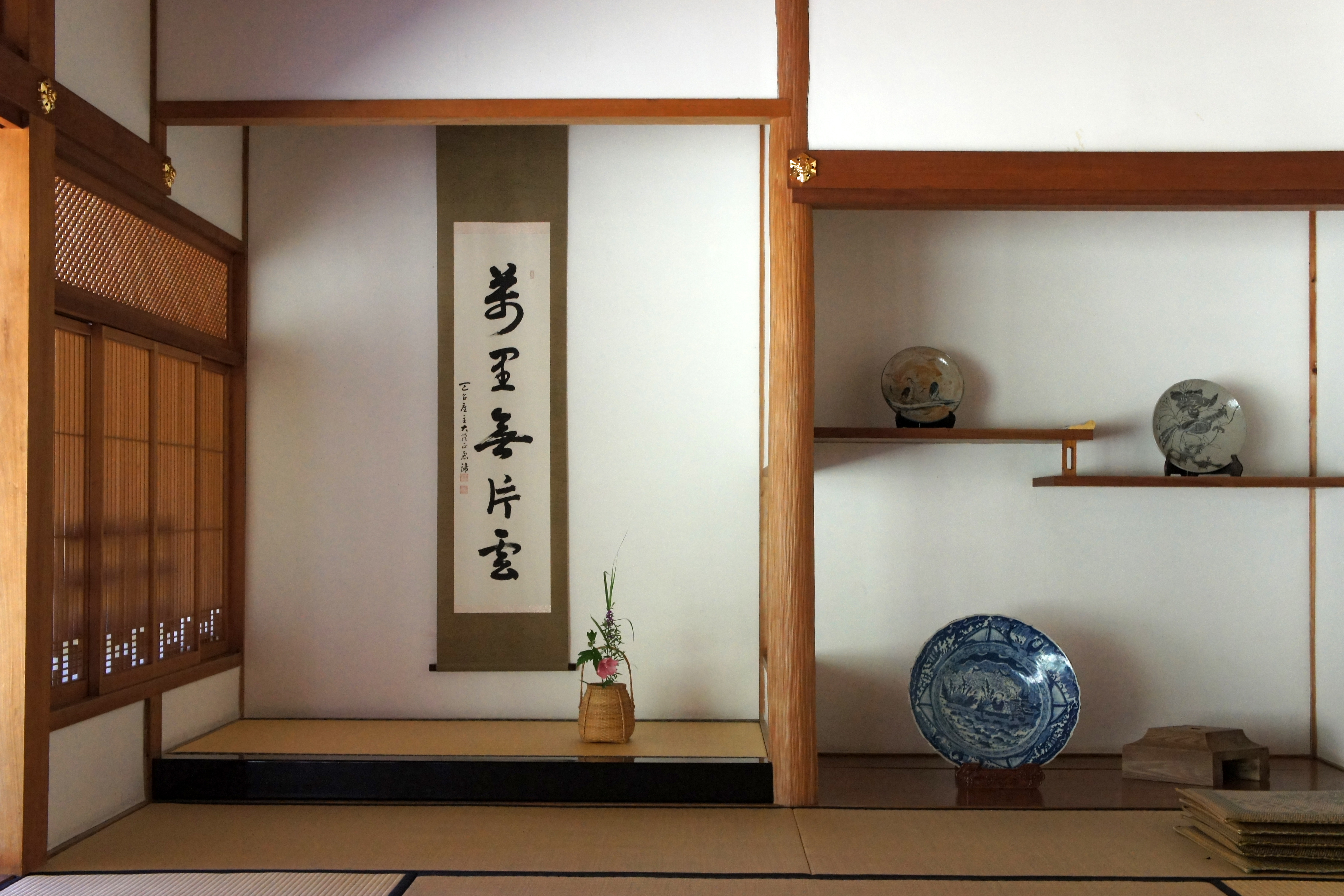
Tokonoma (po lewej), toko-waki, chigai-dana (po prawej), toko-bashira (między nimi), Kannon-in, Tottori